# Рябоконь, Александр Дмитриевич
Алекса́ндр Дми́триевич Рябоко́нь (укр. Олександр Дмитрович Рябоконь; род. 21 февраля 1964, Киев) — украинский футболист и тренер. С 2012 по 2022 год возглавлял черниговскую «Десну», которая под его руководством заняла 4-е место в чемпионате Украины и дебютировала в Лиге Европы. В 2019 году за работу с «Десной» признан лучшим тренером Премьер-лиги. По данным Международного центра спортивных исследований входит в число 20 самых преданных тренеров мира по продолжительности работы в своём клубе.

## Карьера

### Клубная
Воспитанник ДЮСШ «Динамо» Киев. Играл на позиции центрального защитника. Сезон 1982 года провёл в черниговской «Десне», в составе которой выиграл серебряную медаль Чемпионата УССР среди команд Второй лиги. В следующем сезоне, во время службы в армии, играл за киевский СКА.

### Тренерская
После окончания карьеры игрока (1998) два года работал ассистентом главного тренера «Борисфена», а уже в 2000 году занял должность главного тренера команды, которую в сезоне 2002/03 вывел в Высшую лигу. В 2005 году с минским «Динамо» занял второе место в чемпионате Белоруссии.
Осенью 2008 года был назначен главным тренером «Десны», которая была лидером первой лиги в сезоне 2007/08, но в новом первенстве находилась среди аутсайдеров. К зимнему перерыву Рябоконь вывел команду на 7 место, но покинул должность главного тренера, так как стоял вопрос о снятии команды с соревнований. Летом вернулся в Чернигов. Под его руководством «Десна» заняла 8 место в чемпионате 2009/10, но после завершения сезона была исключена из ПФЛ. Рябоконь с частью игроков перешёл в ФК «Львов». Позже был главным тренером «Севастополя» в первой лиге, с 2012 года — тренер черниговской «Десны». В сезоне 2012/13 команда под его руководством вернулась в Первую лигу.
С началом российского вторжения в Украину в 2022 году вступил в ряды сил территориальной обороны ВСУ, участвовал в обороне Киева.

## Достижения в качестве игрока
«Десна»
- Серебряный призёр чемпионата УССР: 1982.

СКА Киев
- Чемпион УССР: 1983.

«Сириус» Жёлтые Воды
- Победитель переходной лиги Украины: 1993/94.

«Торпедо» Могилёв
- Финалист Кубка Белоруссии: 1994/95.

## Достижения в качестве тренера
Командные
«Борисфен»
- Серебряный призёр первой лиги Украины: 2002/03.

«Динамо» Минск
- Серебряный призёр чемпионата Белоруссии: 2005.

«Десна»
- Серебряный призёр первой лиги Украины: 2016/17.
- Бронзовый призёр первой лиги Украины: 2017/18.
- Чемпион второй лиги Украины: 2012/13.

Личные
- Тренер года в Премьер-лиге по версии Всеукраинского объединения тренеров: 2019[8].
- Лучший тренер первой лиги по версии ПФЛ: 2016/17[9].
- Тренер года в первой лиге по версии Всеукраинского объединения тренеров: 2017[10].
- Лучший тренер месяца в Премьер-лиге: сентябрь 2019, март 2020, июнь 2020[11][12][13].